# Katrin Kallsberg
Katrin Kallsberg (ur. 30 lipca 1967 roku w Danii) – farerska lekarka i polityk. Poseł na Løgting.

## Życie prywatne
Jest córką Kaja i Olgi Kallsberg. Ma dwoje dzieci: Sólję i Brandura. Urodziła się w Danii i mieszkała tam do szóstego roku życia, a następnie przeniosła się na Wyspy Owcze, gdzie mieszkała w Tórshavn i Eiði. Pracowała jako lekarz w Srebrenicy (Bośnia i Hercegowina), a także w Norwegii. W 2002 roku wyszła za Poula Henrika i ponownie wróciła na archipelag. Jej mąż zmarł trzy lata później z powodu nowotworu. Kallsberg obecnie pracuje w ambulatorium ginekologicznym w szpitalu Landssjúkrahúsið w Tórshavn. Jest przewodniczącą farerskiej organizacji Javnstøðunevndin.

## Kariera polityczna

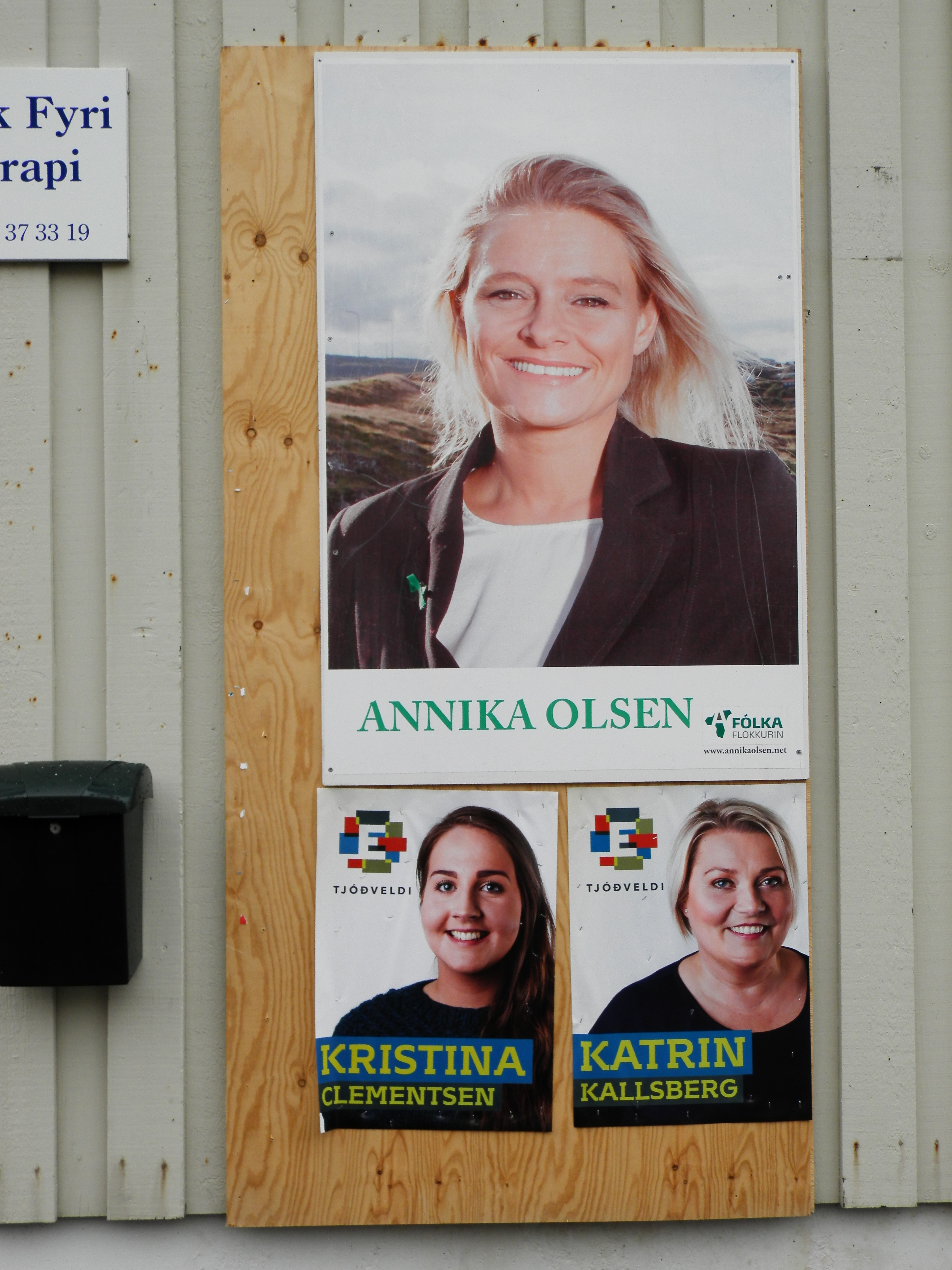
Plakat wyborczy Katrin Kallsberg (w prawym dolnym rogu).

Katrin Kallsberg w wyborach parlamentarnych wzięła po raz pierwszy udział w roku 2015. Podczas kampanii występowała często w programach telewizyjnych i audycjach radiowych. Uzyskała 396 głosów, czym zapewniła sobie mandat poselski.